# Scarlett Salazar
Scarlett Salazar (Guadalajara, 25 de abril del 2000) es una presentadora del clima y deportes mexicana, actualmente conductora de La Gambeta y del Noticiero Telediario Guadalajara

## Vida personal
Scarlett Salazar ha comentado que no involucra su vida privada en los Medios ni en sus Redes Sociales, pero es muy sabido que ella es Fiel seguidora al Club América pese a haber nacido en Guadalajara tierra de las Chivas, también ha comentado que tiene un Hermano menor el cual le lleva 9 años de diferencia.
Pese al trabajo que suele tener comenta que siempre trata de darle tiempo a sus padres. 

## Comienzos
Scarlett comenzaría a darse a conocer en 2019 cuando empezó a publicar su vida en sus Redes Sociales llegando a tener miles de seguidores entre esos están en Tiktok, Instagram, YouTube y Facebook 

## La Gambeta
En un vídeo subido a su canal de YouTube Scarlett cuenta que mientras estudiaba la universidad se metió a una aplicación para casting perdiendo la fé de ser contactada.Fue así que a los 3 días de hacer su perfil fue llamada para un casting, contando que al momento de llegar a las oficinas de La Gambeta era un departamento sin muebles, comentándole que ellos estaban interesados en que diera reportajes en sus redes sobre Futbol.
La Gambeta daría a conocer en su cuenta de Facebook el 7 de noviembre del 2018 que ella presentaría las notas del canal web. 

## Multimedios Televisión
Tras darse a conocer Scarlett en sus Redes sociales y a través de La Gambeta, fue contactada en 2020 por los directivos de Canal 6 para hacer el programa Que Hacer En Guadalajara de la mano de Erick Breguer el cual solamente se grabaría un episodio debido a la Pandemia Del COVID-19 en México, el episodio trataría de una Fiesta De Halloween en un Bar en Guadalajara el cual no se podría concluir por las Normas de Salubridad y de Sana Distancia.
Al año de este programa en el Canal buscaban a una persona para que diera el Clima en los noticieros locales, debido a que las presentadoras del clima que salían en el noticiero, grababan los reportajes del clima en la ciudad de Monterrey, Erick Breguer recomendaría a Scarlett a su jefa del canal y posteriormente seria contactada para grabar un piloto, duro varias semanas en ser contactada por los directivos pero un día se comunicaron para que fuera a la ciudad de Monterrey a una capacitación en las oficinas de Multimedios Televisión, siendo la actual presentadora del Clima del Noticiero Telediario Guadalajara siendo cubierta por presentadoras de Telediario Monterrey cuando esta de Vacaciones. 